# 高橋智隆
高橋 智隆（たかはし ともたか、1975年3月27日 - ）は、日本のロボットクリエーターであり、株式会社ロボ・ガレージ代表取締役社長、大阪電気通信大学総合情報学部客員教授、ヒューマンアカデミーロボット教室顧問、グローブライド(旧ダイワ精工)株式会社社外取締役。滋賀県大津市出身。

## 経歴
京都大学医学部出身の父と京都大学薬学部出身の母のもと京都大学医学部附属病院で生まれる。大学病院の内科医をしている父の仕事の関係で、大阪府、滋賀県、カナダ・トロントで育つ。比叡山中学校、立命館高等学校を経て、立命館大学産業社会学部に入学。1年間オーストラリアとアメリカに留学し、1998年に卒業。
将来は開発系などのモノづくりの仕事に就きたいと志しており、釣り具メーカー数社の就職試験を受けて内定を得ていたが、第一志望のダイワ精工には不合格となる。そこで1年間予備校に通い、京都大学工学部に再入学。入学当初より二足歩行ロボットを開発し始め、足の裏に電磁石を使用した「2足歩行ザク」を制作。続いてそれを発展させた「マグダン」を開発、これらの成果の特許を取得、この技術を利用した「ガンウォーカー」が模型メーカー京商より商品化される。関西テクノアイデアコンテストグランプリ等を受賞。2003年に物理工学科メカトロニクス研究室を卒業し、「ロボ･ガレージ」を創業（京大ベンチャーインキュベーション(学内入居ベンチャー)の第一号）。2004年に「クロイノ」が米タイム誌で「最もクールな発明」に選ばれ、ポピュラーサイエンス誌では「未来を変える33人」の一人に選ばれる。ロボカップ世界大会において2004年から2008年まで5年連続で優勝している。開発したロボットによる３つのギネス世界記録を持っている。ロボットクリエーターとして、ロボットの研究、設計、デザイン、製作を手がけているが、会社・研究室共に誰も雇用せず、その製作作業を自分自身で行う。
ロボットのデザインは、流線型かつ親しみやすさが見て取れる可愛らしいものであり、そのデザインセンスは「鉄腕アトム」をはじめとしたロボットアニメの影響が色濃い。また、従来の二足歩行ロボットは安定のため常に膝を曲げたまま歩行していたが、彼が開発したロボットは軸足の膝を伸ばして歩行（この技術はSHIN-Walkと呼んでいる）し、人間の動作により近いのが特徴である。将来、小型のコミュニケーションロボットがスマートフォンに代わる個人用情報端末になると考え、研究開発を行っている。

## 個人制作作品
- クロイノ
- FT
- neon
- マグダン
- ロピッド
- EVOLTA - 同名の乾電池「EVOLTA」を使用した長距離稼働のチャレンジ企画が存在する。
- ムラサキ

## 共同制作作品
- VisiON (Team OSAKA)
- タチコマ
- 鉄人28号
- ロボット宇宙飛行士キロボ
- ロビ[4]
- RoBoHoN[5]
- ロビ2[6]

## 出演

### テレビ
- 溜池Now（GyaO、2006年11月27日・12月11日）
- いのちの響（TBS、2007年）
- トップランナー（NHK、2007年7月21日）
- 情熱大陸（毎日放送、2008年7月13日）
- 笑っていいとも!増刊号（フジテレビ、2009年12月6日）
- 戦士の逸品（テレビ東京、2010年4月8日）
- CONTACT CAFE C（メ～テレ、2011年）
- たけしアート☆ビート「高橋智隆」（NHK BSプレミアム、2011年11月30日）
- マツコの知らない世界（TBS、2012年5月12日）
- ROBOT SCANDAL in GFO 2013（テレビ大阪、2013年9月16日）
- 世界一受けたい授業（日本テレビ、2014年3月8日・5月31日）
- SWITCHインタビュー達人達 （NHK、2014年4月12日）
- 1億人の大質問!?笑ってコラえて!（日本テレビ、2019年3月27日（「パワーアップ ちょっと昔の旅」12月17日賞）、2021年8月18日）
- バラいろダンディ（TOKYO MX、2022年12月21日）

### ラジオ
- 夏休み子ども科学電話相談（NHKラジオ第1放送）

### CM
- AC 公共広告機構
- ANAカード